# Noodwoning
Een noodwoning is een uit eenvoudige materialen of geprefabriceerde onderdelen snel op te trekken woonverblijf, dat geschikt is als voorlopige huisvesting. Noodwoningen zijn gebouwd na oorlogen, natuurrampen, technische rampen of doordat ergens acute woningnood is ontstaan, bijvoorbeeld door plotselinge migratie naar bepaalde steden.
Sommige complexen van noodwoningen zijn echter lange tijd blijven staan. Bekend voorbeeld is het Witte Dorp in Rotterdam, dat van 1922 tot nog na 1985 is blijven staan.
In Nederland zijn vooral veel noodwoningen gebouwd na de Tweede Wereldoorlog, om de mensen van wie hun woning was vernield van huisvesting te voorzien. Soms werden zelfs tramrijtuigen tijdelijk als woning betrokken. Daarnaast kent men de - veel betere - noodwoningen die gebouwd zijn na de Watersnoodramp van 1953 en geschonken werden door landen als Noorwegen en Finland.
In sloppenwijken worden, meestal door migranten van het platteland, in één nacht tijd provisorische woningen gebouwd die eventueel later kunnen worden verbeterd en afgewerkt.
Wanneer zeer grote groepen mensen een natuurramp, een oorlog of een onderdrukkend regime ontvluchten, bouwt men vaak een vluchtelingenkamp om deze mensen tijdelijk op te vangen. Daar wonen de mensen meestal in tenten.
Mensen die uit hun huis worden gezet omdat ze de hypotheek niet meer kunnen opbrengen, nemen vaak hun toevlucht tot het huren van een stacaravan. In de Verenigde Staten ziet men mensen om dezelfde reden in een kampeerauto terechtkomen. Ook hier gaat het in feite om noodwoningen.
Indien een stad zo snel groeit dat men in grote haast grote hoeveelheden slechte, maar als permanent bedoelde, woningen bouwt, spreekt men van revolutiebouw.